# 沃季亞諾利波韋
49°32′45″N 39°51′48″E / 49.54583°N 39.86333°E
沃季亞諾利波韋（烏克蘭語：Водянолипове）是位於烏克蘭東部的村莊，由盧甘斯克州舊比利斯克區的米洛韋市鎮負責管轄。該村始建於1900年，面積0.79平方公里，海拔高度186米，2001年人口46，人口密度每平方公里58.2人。